# Vietnámi szemölcsös disznó
A vietnámi szemölcsös disznó (Sus verrucosus) az emlősök (Mammalia) osztályának párosujjú patások (Artiodactyla) rendjébe, ezen belül a disznófélék (Suidae) családjába és a Suinae alcsaládjába tartozó faj.
Meglehet, hogy a vietnámi szemölcsös disznó őse a pliocén és pleisztocén korokban élő Földközi-tengeri térségi Sus strozzii.

## Előfordulása

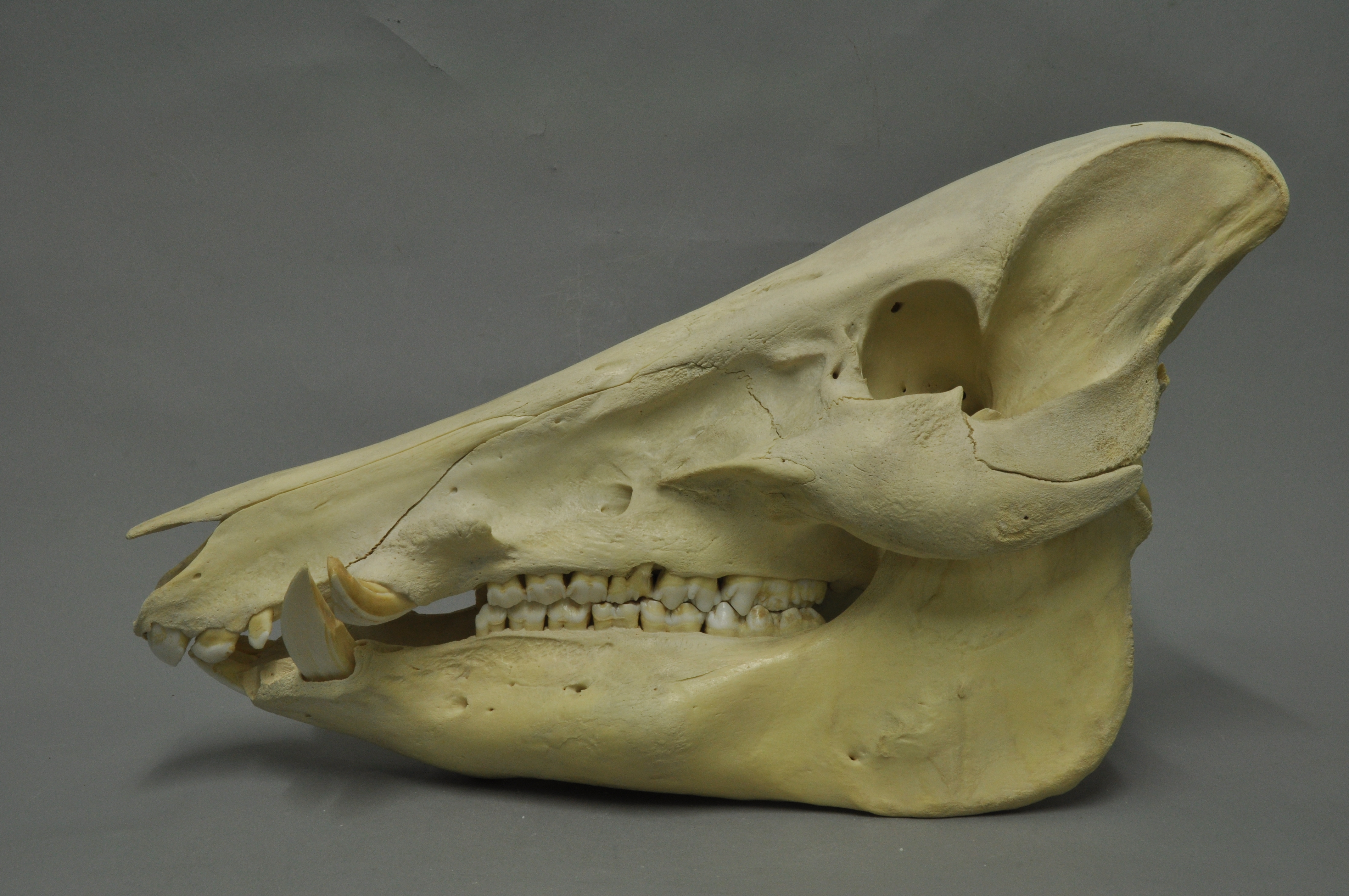
A koponyája oldalról ...

A vietnámi szemölcsös disznó előfordulási területe az indonéziai Jáva, Bawean- és Madura-szigeteken van, illetve volt, mivel a Madura-szigetről már kihalt. A megmaradt állományok a szétdarabolt teakfa (Tectona grandis) erdőkben élnek. Tengerszint feletti 800 méter magasságban is megtalálható.

## Alfajai
- Sus verrucosus blouchi Groves, 1981
- Sus verrucosus verrucosus Boie, 1832

## Megjelenése
Az állat hossza 90-190 centiméter között van, míg testtömege 44-108 kilogramm közötti. A feje tetején levő szőrzet vörös; a szőrszálak töve sárga vagy fehér. A feje tetején felálló szőrzet a hátgerinc mentén a faráig fut végig. Farkának végén hosszú és vörös szőrbojt van. Nagy és tömzsi testét vékony lábak hordozzák. A kanok pofáján 3 pár szemölcs látható: a szeme előtt, a szeme alatt és az állkapcsán – az utóbbi a legnagyobb. Ahogy egyre idősödik az állat, annál nagyobbak lesznek a szemölcsei; úgyhogy a legnagyobb szemölcsű példányok egyben a legidősebb kanok.

## Életmódja

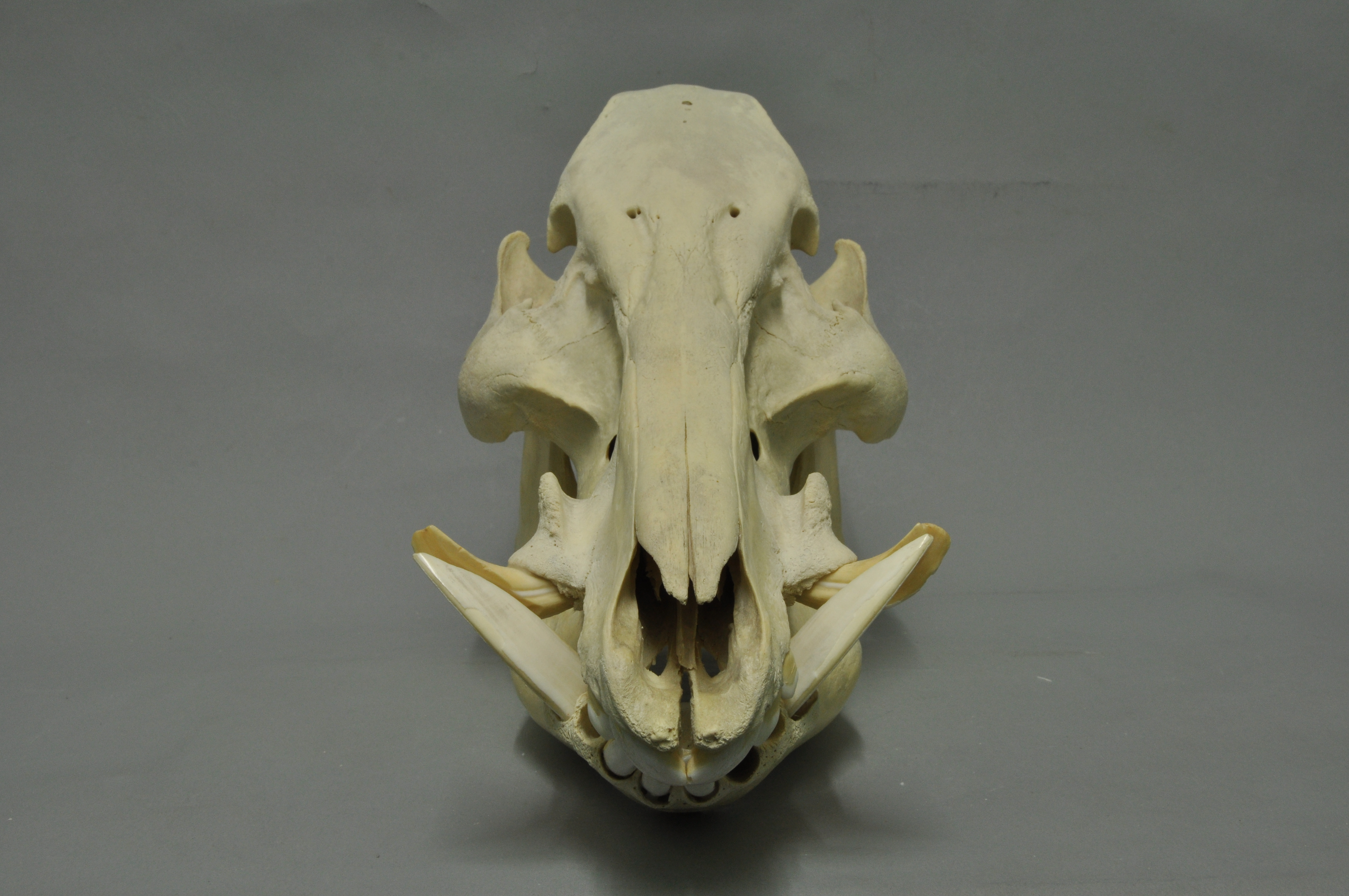
... és szemből

Ez a disznófaj általában magányosan él, bár már megfigyeltek 3, vagy akár 4 példányt is együtt. Főleg éjszaka tevékeny, de hajnalban és szürkületkor is mozoghat. Ha megijesztik, felborzolja a háti szőrzetét. Ha ragadozó üldözi, akkor futás közben felemeli a farkát, ha pedig csoportban van, füttyös visító hangokkal figyelmezteti a társait. Mindenevő állatként a vietnámi szemölcsös disznó egyaránt fogyaszt növényi és állati eredetű táplálékot is, például zöldséget, gyökereket, gumókat, kérget, magokat és gabonákat, valamint kisebb emlősöket. Mivel rájár a gabonamezőkre és zöldségeskertekre, mezőgazdasági kártevőnek számít.
Általában 8 évig él, de egyes példányok elérték a 14 éves kort is.

## Szaporodása
A vietnámi szemölcsös disznó szaporodási szokásairól csak nagyon keveset tudunk, de feltételezhető, hogy amint a többi Sus-faj esetében is, e disznófaj kanjai is megküzdenek egymással egy ideiglenes hárem megszerzéséért. A Sus-fajok az ivarérettséget körülbelül 9 hónaposan érik el, de a kocák 1,5 évesen, míg a kanok csak 5 éves korukban párzanak először. A vietnámi szemölcsös disznó szaporodási időszaka szeptembertől decemberig tart. A vemhesség 4 hónapig tart. Indonéziában az esős évszak januártól áprilisig tart; a kocák ekkortájt ellik malacaikat. Egy alomban 3-9 malac is lehet. A malacok az anyjuk által készített fészekben jönnek a világra; az elválasztás 3-4 hónap után következik be.

## Veszélyeztetettsége és védelme
A Természetvédelmi Világszövetség (IUCN) 1988-ban csak sebezhető fajként, míg 1996-ban már veszélyeztetett fajként tartotta számon ezt az állatot. 1982 és 2006 között 53%-kal csökkent az egyedszámuk. Az ember többféle módon is veszélyezteti ezt a disznófajt: kiírtja az állat által lakot erdőket és helyébe mezőgazdasági területeket létesít, lelövi az állatot, mert az megdézsmálja a terményeket, továbbá a sportvadászok szívesen megszerzik a trófeáját. Más veszélyforrása érdekes módon nem az embertől, hanem rokonától, a vaddisznótól (Sus scrofa) jön. A két állat genetikailag elég közel áll egymáshoz, ahhoz hogy keveredjenek és hibrid állományokat hozzanak létre. Továbbá a vaddisznó a táplálékforrások terén is verseng a szóban forgó disznófajjal.
A világon több állatkert is küzd e faj megmentésével. Fogságban tenyésztett állományokat hoznak létre, hogy aztán azokat védett területeken szabadon ereszthessék.

### Fordítás
- Ez a szócikk részben vagy egészben  a   Javan warty pig című angol Wikipédia-szócikk ezen változatának fordításán alapul.  Az eredeti cikk szerkesztőit annak laptörténete sorolja fel. Ez a jelzés csupán a megfogalmazás eredetét és a szerzői jogokat jelzi, nem szolgál a cikkben szereplő információk forrásmegjelöléseként.